# Instituto Superior de Educação Física (Universidade da República)
O Instituto Superior de Educação Física (ISEF) é uma instituição pública, que faz parte das escolas e institutos da Universidade da República (UDELAR).
Sua sede principal está localizada no Parque José Batlle y Ordóñez, em Montevidéu. 

## Atualidade
É um dos poucos institutos da Universidade da República que possui cota de admissão. Em 2015, havia 17,58 candidatos para iniciar a carreira e apenas 600 alunos obtiveram vagas em todo o país. Em 2016, foi anunciado que, devido a problemas orçamentários, a cota de admissão seria menor do que nos anos anteriores. É um instituto dependente do Conselho Central de Administração da Universidade da República.

## Cursos
Oferece os seguintes cursos:
- Licenciatura em Educação Física
- Técnico em Esporte
- Curso de Salva-vidas.

Os cursos técnicos de Educação Física são nas áreas de: atividades aquáticas, futebol, voleibol, basquetebol e handebol.
O curso de Salva-vidas é oferecido apenas nos departamentos de Paysandú e Montevidéu. Após a conclusão bem-sucedida do curso, o aluno receberá o diploma oficial de Salva-vidas, que o habilitará a trabalhar nos setores público e privado em todo o país.

## Sede
Em Montevidéu, possui duas sedes, a principal, no Parque Batlle, e o Instituto Irene Preobrayensky, no bairro de Malvín. Também possui um anexo em outras partes do país: um em Paysandú, no Estádio Municipal, um em Maldonado, no Centro Esportivo do Campus Municipal de Maldonado, um em Rivera e um em Cerro Largo.